# 金灿荣
金灿荣（1962年12月26日—），生于湖北武汉，是中國共產黨黨員、中华人民共和国政治学家、美国问题专家及中国人民大学国际关系学院副院长兼教授。

## 生平
金灿荣的父亲是工人，所在工厂是1950年代初从浙江省迁来武汉，被人称为“下江村”。家中有6个孩子，生活困难，孩子们全靠母亲教养，在外工作的父亲很少管家事。1954年夏，武汉发生洪水，父亲在机床上坚守三天三夜，被评为当年的劳动模范。这让父亲获得学习机会，入读工人夜大扫盲班。父亲经过自学，成为工人工程师。
1962年12月26日，金灿荣出生于武汉。其小学三年级时，受阿尔巴尼亚电影《地下游击队》的影响，身为班长的金灿荣将全班同学组织到自己家，成立了一支“地下游击队”，自任司令。后来受到老师批评，班长职务也被撤消。
高一时，金灿荣考入重点高中湖北省武昌实验中学的普通班，学习理科。高二时，金灿荣决定转学文科，因为该校没有文科班，乃转学到武汉市三角路中学。1980年参加高考，以447分位居武汉市文科第一名，获复旦大学国际政治专业录取。1984年毕业于复旦大学国际政治系，获得学士学位。大学四年中，金灿荣用1/3的学习时间应付本专业知识，其他时间都用来阅读课外书，主要是中国历史及西方哲学方面的书籍。他还组织了许多社会活动，例如每周五的班级学术辩论。
1984年毕业后，考入中国社会科学院研究生院进行研究生学习，1987年毕业，在中国社会科学院美国研究所获得硕士学位。其间曾和另一位同学合写了《中国社会科学院研究生会章程》。1987年硕士毕业后，金灿荣留在中国社会科学院美国研究所工作。其中，1987年7月到1992年6月，任《美国研究》责任编辑，1989年曾作为知识分子参与六四学生运动，为此金灿荣经历了3年的审查和随之而来的出国禁令；1992年6月到1994年8月，任美国政治室助理研究员；1994年8月到2000年8月，任美国政治室副研究员；2000年8月到2002年7月，任美国政治研究室研究员；1995年8月到2001年8月，任美国政治室副主任（其间，1995年8月到1998年12月兼任美国研究所办公室分管科研的副主任，对外称科研处处长）。1999年毕业于北京大学国际关系学院，获得博士学位。
1992年，因为参与学运被解禁后的金灿荣参加了美国新闻署的国际访问者计划，赴美国观察美国大选，为期一个月，这是他首次到美国。1994年回国后，金灿荣发表第一篇有影响的专业论文《美国的政治文化分裂与政局演变》。自此，金灿荣开始研究美国总统大选与美国国内政治。金灿荣主要的研究领域是美国政治制度与政治文化、美国外交、中美关系及大国关系、中国对外政策。
2002年8月起，在中国人民大学国际关系学院任教授、博士生导师。后来，金灿荣出任中国人民大学国际关系学院副院长、教授、外交学专业博士生导师，中国人民大学国际能源战略研究中心学术委员会主任，中国人民大学美国研究中心副主任。金灿荣还兼任中国国际关系学会副会长、全国人大常委会研究室特约研究员、中国和平与发展中心特约研究员、中国改革开放论坛常务理事、中国国际公共关系协会理事、上海未来亚洲学会常务理事兼研究员。金灿荣也是五邑大学通识教育特聘教授。
儿子金君达是美国波士頓大學政治学博士，现为中国社会科学院世界经济与政治研究所国际政治理论研究室助理研究员。

## 观点

### 著重工業
金灿荣認為，所謂西方現代文明的優越之處，其實說穿了就是地底石化能源的大機械產生的製造能力，其效能約是人力的成千上万倍，整個社會被解放出的時間、精力就能用於更新機械的研發設計和文藝文化創作，所以製造業和重工業是國力之本，同時工業品和機械能夠大量出口，提供了國內人民不必出國就能賺取大量外國錢的重商主義機會，所以任何放棄工業工廠的國家不論金融遊戲、文藝創作或觀光服務做得再好，最終結局都会是衰弱。

### 美國犯錯
金灿荣認為，美國在冷戰結局的詮釋和後續作為犯下了戰略性錯誤，未來一百年以上都無法再校正，首先是蘇聯解體確實有其經濟制度問題，但另一重點是戈巴契夫的個人連續犯錯，但美國所有學者和高層將之解釋為美國制度是人類終極的完美，不再需要任何修正，只要繼續走下去，同時忽略了戈巴契夫因素，戰略自滿導致了美國全民變得頭腦不清，這引發了後續錯誤，包含連續的中東戰爭與對俄羅斯的圍堵，首先，所有美國人忽略了中東戰場最後完全被當地人解釋為宗教戰爭，從此再無道理可講，很多人願意戰死方休，就算不訴諸武力者也不會配合接受美國的傀儡政府統治，而同時中東的戰略位置和石油其實根本沒那麼重要；對俄方面應該採取善意的拉攏與交往，但是美国採取圍堵，忽略了俄國的民族性及其依然是航天核武大國，多少的圍堵和反導彈系統最終都不可能抵銷核武威慑去佔領或附庸化俄羅斯，只会造成俄罗斯的全國強硬化和倒向中國勢力圈，幫中國解除了最大外患同時獲得一大盟友，所以美國浪費了二十多年和巨量的資本與聲望，在做兩件沒意義的事，而真正的歷史性對手中國則不受干擾就完成了工業化和政權穩定化。

### 東亞模式
金灿荣認為，中華文化圈可以被稱為「筷子文明圈」或儒家文明圈（包含日本、港台、南北韓、新加坡、越南）只要肯努力發展，最後都會成功工業化并崛起到較高的水準，之後吃飯問題會很快解決并開始發揮其藝文創作產業。不論其採用什麼政治制度，一个社会的最終工業化層級與政治制度無關，而是和文明底蘊造成的人民思想模式、生活模式有關，这牽涉更深層的諸多東西。目前，地球上只有北歐和北美的新教文明與東亞中華文明能達到高工業化社會，金灿荣教授不看好其他文明如印度文明、伊斯蘭文明、東正教文明、天主教文明、非洲文明等等，他認為它們很快就會遇到瓶頸卡在中等階段甚至一開始就無法工業化，永遠成为一種商業次殖民地。

### 導彈发展
金灿荣認為，導彈發展已經改變了世界戰爭格局，百年以來首度防守方勝率大大高於進攻方，尤其中國相關研發人員讓導彈這項科技大幅擴展，可以說是世界第一，包含超高聲速和打移動目標的彈道飛彈發明，以及不可忽略的巨大的量產化技術，很多東西即使好但是無法合理成本的量產也沒用，中国工業體系做到了這點，在东亚地区，美国所有的军事基地現在基本沒太大威脅，可能開戰一小時內都沒了，連美國智庫蘭德都承認這點，另一方面，航母前出作戰生存率也很低，实际上在導彈之下，美国进攻中国的能力是没有了，所以只能搞些貿易、金融上的戰爭，因為它知道從軍事上搞想法已經沒可能。

### 台海问题
金灿荣認為，进攻台湾基本没有问题，島上所謂20萬軍隊基本沒太多战斗力（在解放军面前只是“一堆肉”），在第一波海空和導彈打擊過後基本就垮了，只會是場小型短期區域戰爭，只不过就是有历史代价、道德代价。金灿荣認為，在21世纪，戰爭有點輿論影響是確實的，所以儘量不要走到那一步，但現實發展走向好像又沒有別的可能，只能寄望台灣方面不要犯糊塗。

### 第四次工业革命
2019年，金灿荣表示他认为 第四次工业革命还在酝酿中，有五个方向，其中新材料、基因工程、人工智能在20年左右就会很成熟，量子、核聚变最快30年比较有把握，50年才能产业化。美国在这五大领域都是最好的，中国、欧洲、日本在第二梯队，韩国、印度、俄罗斯、以色列无法全面参与属于第三梯队，剩下所有的国家都属于第四梯队。未来十年中国不犯错就会在第二梯队脱颖而出，中美在未来科技和产业中呈现双强竞争的态势。

### 人口老龄化问题
金灿荣認為，人口老龄化会导致劳动力短缺的问题，所以要抓紧放开生育限制。

### 义务教育改革
金灿荣主張取消中考、 将中国大陆小学六年、初中三年、高中三年的学制缩短至十年，他也主張实行十年义务教育。

## 世界觀與預測
金灿荣認為美国对世界國家分為六個類別：
1. 西方集團：他認為包含美歐與加、澳、新、日、韓先進發達國家等為主體，目前人口約10億人但佔據世界80%的金融與經濟利益，但普遍走向高齡化和人口減少且較難忍受戰爭的死傷，國防上依賴美國的海空軍形成嚇阻砝碼，經濟上則受到新興國家衝擊而逐漸式微，歐紐澳日的經濟力能建置高科技武器但社會對於長期大型戰爭的容忍力弱，所以導致整個集團最終必然與其它集團達成妥協而在各領域退讓，但這一過程將讓世界處於漫長的「溫戰」非和平狀態。
2. 新興集團：以中國崛起為首和印度、東南亞、部分中亞與非洲國，多數從中國模式得到啟發以經濟發展和國內穩定為首要，本身宗教狂熱較低不愛干預世界爭端，長期來看將緩慢侵蝕西方集團的影響力，但西方眼前找不到理由干預這些國家發展而只能暫時放置和有限干預，最終一帶一路计划將使中國影響力深度滲入這類國家中的多數。
3. 俄系國家：人口較少但依附於俄羅斯的天然資源型經濟與巨大核武力量，普遍文化上與西方和東歐有深度歷史聯繫，但在美國的壓迫下有反抗情緒，但經濟力弱所以傾向用武力和軍火在世界範圍內爭奪影響力籌碼，任何反西方的國家都能從其獲得軍事類幫助。
4. 伊斯蘭國家：沙特和伊朗為主要加上中東衛星國群，與多數西方國家有宗教戰爭情節，但本身內部又有教派矛盾，目前多國與西方陷入熱戰，科技與經濟普遍落後，但石油與高生育率將成為兩大武器[13]，金灿荣認為熱戰加上極高生育率產生的年輕化人口又有宗教狂熱，可能最終將給西方集團造成重大損傷而逼其大幅妥協，但這過程將較漫長。
5. 流氓國家：以西方觀點定義，含利比亞、北韓、津巴布韋、古巴、委內瑞拉等特徵的國家，是一種經濟稍好於失敗國家的升級狀態，而多數又有被西方仇視或干涉失敗的歷史，現在有部分集權的軍事力量，但偏愛運用此力量在關鍵事物製造麻煩以勒索西方給予經濟利益，宗教狂熱成分較低或沒有，純為政治衝突所以有時能理性談判。
6. 失敗國家：約50國，多數位於非洲和亞洲，經濟極度落後又缺乏能够出口的天然資源，造成貧困與內部不稳定狀態，在國際上幾乎沒有話語權和影響力，但容易成為恐怖份子的溫床[13]，但也能有潛力轉型為以上五種國家的任一種，西方國家原定以自身力量塑造這些國家到希望的型態，但發現本身力量已經遠遠不足達成這目標，只好居放任態度。金灿荣認為中國應發揮力量加緊塑造這些國家成為潛在勢力範圍。

金灿荣預測，美國若是出現英明的領導人願意全面放棄與俄羅斯的敵對關係，並放棄在烏克蘭甚至東歐的立場，做出大破大立的妥協，这將是最容易的突破口去解除俄系國家的壓力和其對其它集團的支援，如此可以較明顯延遲西方集團的世界性衰退速度，但基於歐美自身意識形態與選舉制度，這一可能性甚低。如此一來，西方影響力退潮速度將不變或加快，於是慣性誘導自身採取某些強硬動作意圖遲滯這趨勢，之後世界將處於漫長的「溫戰」歲月并可能持續到本世紀後期，直到西方退潮的大勢基本確定並完成，自身多數人民也接受了這一事實後，世界才將又回歸冷和平。

## 著作
- 《公务员必读400题》署名金寒，现代出版社1989
- 《应对危机：美国国家安全决策机制》，北京太平洋国际战略研究所，时事出版社，2001年
- 《发达国家政府管理制度文库》北京太平洋国际战略研究所，时事出版社，2001年
- 《美国二十讲》金灿荣编，天津人民出版社，2009年
- 《中国的未来》金灿荣，中国人民大学出版社，2012年
- 《打铁还需自身硬》金灿荣、米兰，现代出版社；2013
- 《新石油战争》金灿荣、韩晓平著，石油工业出版社，2017

大国系列
- 《大国远见》中国社会科学出版社，2011
- 《大国的责任》金灿荣，中国人民大学出版社，2011年
  - 《和平发展：大国的责任》金灿荣等，中国人民大学出版社，2014年[14]
- 《大国来了》华文出版社，2017
- 《大国智慧 十八大以来中国外交》金灿荣等，中国人民大学出版社，2017

主编
- 《多边主义与东亚合作》金灿荣主编，当代世界出版社，2006年
- 《中国学者看世界3：大国战略卷》，王辑思 总主编、金灿荣 分册主编，新世界出版社，2007年
- 《中国高校哲学社会科学发展报告：1978-2008国际问题研究》金灿荣主编，广西师范大学出版社，2008年

## 爭議

### 送兒子赴美留學
金燦榮曾經宣稱：「那麼我現在來觀察就是西方鼎盛期結束了，西方的鼎盛期結束了。現在再跟著西方跑，再移民西方，我覺得對人生來講都不是很好的選擇。」他也聲稱反對家长早期送孩子出国留学，他表示自己认为这会使孩子形成错误的世界观。然而，他在其兒子金君達在本科畢業後把他送往美國留學並讓他攻讀碩士學位及博士學位，因而被一些人認為言行不一。

### 觀點相關爭議
金燦榮所持有的不少觀點被認為可能抄襲自美國著名國際關係學家約翰·米爾斯海默博士所提出的理論。米爾斯海默博士曾經多次抨擊美國外交政策，並且成功預測烏克蘭在放棄核武器的擁有權後會被俄國蠶食其國土。
金燦榮對於工業重要性的看法被認為與中國國內的工業黨人士所持有的觀點十分相似，這些觀點一直受到不少抨擊。
金燦榮所持有關於文明的觀點被認為可能來自於美國著名政治學家塞繆爾·P·亨廷頓的著作《文明的衝突與世界秩序的重建》，該書所提倡的文明衝突論一直以來都受到許多學術界人士的批駁。

### 關於武統台灣一事的説法
金燦榮曾於2016年宣稱中國將會在四年至五年內以武統方式解決台灣問題並將美國的勢力逐出南海一帶，但他後來因中國表示其會遵守國際法一事而稍為修改了相關説法。

### 暗示自己認為美國使用「氣象武器」以在鄭州引發洪災
2021年7月，金燦榮發文暗示他認為美國使用「氣象武器」以在鄭州引發洪災，結果相關文章被網民質疑和抨擊，之後金燦榮聲稱這篇文章是由一個名叫饒謹的人在金燦榮不知情的情況下找粉絲撰寫的，然而，人民大學國際關係學院政治學教授張鳴表示他認為金燦榮説謊，而金燦榮也因他所發表的關於所謂的氣象戰的言論而被網民諷刺。

### 曾經宣稱俄烏兩國之間不會爆發戰爭
根據《紐約時報》所發表的一篇文章，在俄烏戰爭爆發之前，美國的一些官員多次警告説俄國可能會入侵烏克蘭，金燦榮卻告訴中央電視台他認為 美國聯邦政府一直在談論戰爭迫在眉睫一事的原因是不穩定的歐洲局勢有利於華盛頓當局的決策和該國的金融和能源行業，結果不久之後，戰爭真的如美國官員所預測的那樣爆發，因此金燦榮向自己在微博上的二百四十多萬粉絲承認他感到很驚訝。

### 宣稱亞里士多德不曾存在過
2023年10月，金燦榮發文宣稱著名哲學家亞里士多德事實上是被虛構出來的人物，這番言論引發了爭議，學者储殷批駁了金燦榮所提出的這一説法，但有認可西方偽史論的毛派人士表示其支持金燦榮等人的行為。然而，一些史學研究人對金燦榮所提出的這一説法提出了質疑及批駁意見。2016年，有考古學家宣佈其發現了一座墳墓，並且宣稱它可能屬於亞里士多德，這被認為提供了顯示亞里士多德真實存在過的強烈跡象。有歷史學研究人聲稱已有足夠的證據證明亞里士多德是真實存在過的人物。亞里士多德的著作及思想在學術界受到廣泛的關注。
主流歷史學界表示其不認可古希臘文明的遺產缺乏書面記錄上的支持這一説法，金燦榮所發表的相關言論被認為反映了奉信民族主義的知識份子日益增多這一趨勢。

## 批評
有政評人聲稱金燦榮經常發表不嚴謹的言論，並且提到 由於金燦榮已經多次作出事後被證明是錯誤的的分析，因此網民送給了他「戰略忽悠局政委」這個綽號，並且送給了金燦榮的拍檔張召忠「戰略忽悠局局座」這個綽號，兩人卻以此為榮，這位政評人則對金燦榮在學術方面上的能力提出了質疑。
金燦榮曾於2021年7月23日發文暗示他認為美國使用了「氣象武器」以使中國河南省鄭州市出現災害，卻在同日晚上發文提到自己與美國駐中國大使館官員一起用餐，因而被網民批評，流亡海外的四通公司創辦人萬潤南表示他認為 這人「唯利是圖」、把愛國相關事宜當作生意等等，導致反智的言論泛濫。